# La Tierra Media: sombras de Mordor
La Tierra Media: Sombras de Mordor es un videojuego de rol y acción en tercera persona desarrollado por Monolith Productions y distribuido por Warner Bros. Interactive Entertainment  para Windows, xbox 360, xbox one, playstation 3 y playstation 4. El título está ambientado en el legendarium creado por J. R. R. Tolkien y tiene lugar entre los eventos de El Hobbit y de El Señor de los Anillos. Su fecha de lanzamiento fue el 30 de septiembre de 2014.

## Argumento
En este título controlaremos a Talion, un explorador de Gondor que es asesinado junto con su esposa e hijo a manos de la Mano Negra de Sauron. Pero Talion es resucitado por el espectro de un antiguo guerrero elfo, que le otorga habilidades especiales para enfrentarse a sus enemigos en las tierras de Mordor y así completar su venganza. Celebrimbor, forjador de los Anillos de Poder, ayudará a Talion quien también quiere vengarse de Sauron.

## Requisitos
|                            | Mínimos                                     | Recomendados                                |
| CPU                        | Intel Core i5-750 / AMD Phenom II X4 965    | Intel Core i7-3770 / AMD FX-8350            |
| RAM                        | 3GB                                         | 8GB                                         |
| SO                         | Windows 7(64-bit)                           | Windows 7(64-bit)                           |
| Tarjeta gráfica            | NVIDIA GeForce GTX 460 / AMD Radeon HD 5850 | NVIDIA GeForce GTX 660 / AMD Radeon HD 7950 |
| Disco Duro (Espacio libre) | 25GB                                        | 40GB                                        |

## Recepción
La Tierra Media: sombras de Mordor ha recibido críticas excelentes en cuanto a la jugabilidad de mundo abierto, los gráficos y el sistema Némesis. Metacritic y GameRankings le han otorgado puntuaciones superior al 80%. 3D Juegos le dio una puntuación de 9.0, diciendo que "Sombras de Mordor es una aventura realmente apasionante y que puede pugnar de igual a igual con otras sagas consagradas dentro del género. Monolith pone su sello a una de las mejores obras basadas en el universo de El Señor de los Anillos que recordamos." El sitio web Vandal.net le dio una puntuación de 8.8 agregando: "Tomando elementos de otros juegos y añadiendo el original sistema Némesis, Sombras de Mordor es uno de los juegos de mundo abierto más recomendables del año."
IGN le dio una puntuación de 9.3/10 mencionando que "La Tierra-Media: Sombras de Mordor se destaca de otros juegos de acción-mundo abierto, poniendo una gran capa de elementos mostrados en la serie Batman Arkham. Me sorprendió lo bien que integra su excelente combate con retroalimentación gratificante y progresión no sólo para mí, sino también para mis enemigos."
PC Gamer le dio una puntuación de 85/100, mencionando: "Los requisitos son exigentes, pero La Tierra-Media acaba gobernándonos a todos"
Xbox Achievements le otorgó un 80/100, llamándolo "el mejor juego de Tolkien que hemos jugado en mucho tiempo."
El 11 de julio de 2016 la Comisión Federal de Comercio de Estados Unidos multó a Warner Bros por pagar miles de dólares a influencers en línea, entre ellos el propio PewDiePie, para promocionar el videojuego pero no comunicar abiertamente que era un anuncio, haciéndolo pasar por una reseña del juego. Según la sentencia, “los consumidores tienen derecho a saber si la gente que habla de los videojuegos está aportando su propia opinión o si se trata de discursos pagados.”

## Secuela
En febrero de 2017, Warner Bros. Interactive Entertainment presentó la secuela del videojuego titulada La Tierra Media: Sombras de Guerra, el cual es protagonizado nuevamente por Talion y Celebrimbor. El videojuego fue lanzado por Monolith Productions para PlayStation 4, Xbox One y Windows el 27 de septiembre de 2017.